# Joaquim Palmada i Butinyà
Joaquim Palmada i Butinyà (Banyoles, 1865 - 4 de gener de 1947) fou músic i compositor de sardanes.
Encara que fill de músic, la seva formació musical no vingué del seu pare, que emigrà a Amèrica quan el seu fill era molt petit. Amb altres instrumentistes de Banyoles, com Corominas (Feliu Corominas i Sunyer?) i Frigols, estudià violí, flabiol i tible, i una mica d'harmonia musical. A causa de les dificultats que patí al llarg de la seva vida, moltes de tipus econòmic, la resta de la seva formació fou adquirida de forma autodidacta. Principalment, mitjançant la lectura i estudi de la bibliografia que pogué aconseguir. No podent comprar-se el seu primer llibre, se'l copià: el Tratado de Armonía d'Hilarión Eslava.
Als quinze anys, amb altres companys d'estudis formà la Cobla Nova (1880-1885). Quan aquesta es desfeu ingressà com a tible i violí director a una cobla molt antiga (del 1746!) de la població, Els Juncans, que dirigí fins a la seva dissolució el 1917. Portà també corals de diverses societats banyolines, realitzà una gran tasca com a folklorista revivint el ballet figuerenc La Filosa i maldà per un renaixement del contrapàs. Fou també un excel·lent pedagog.
A més d'un centenar de sardanes, té escrites havaneres per a corda, dues peces per a violí i orquestra, ballables, cançons de caràcter religiós i nadales, una obra lírica i la seva composició preferida, el Rosari a tres veus i orquestra.
El seu fill, Rossend Palmada i Teixidor, compositor de sardanes i teòric musical, li dedicà el 1948 la sardana Gener.

## Obres
- Emilieta: comedieta en tres actes (1918), llibret de Joan Pujol i Rubió
- Fantasia, per a violí
- Rosari a tres veus i orquestra

- Harmonització de diversos ballets populars, per a cobla

### Sardanes (selecció)
- A la plana de Vic (1940)
- Amoretes (1929)
- Apassionada (1921), premiada en un concurs de l'Ajuntament de Banyoles
- Aurèlia (1903)
- Brot de farigola (1930), obligada de tible
- La cotillaire (189?)
- Crit de festa (1921)
- La curtidora (189?)
- Declaració amorosa (1940)
- Les dues nebodetes (1903), obligada per a dos tibles
- Les dues pubilletes (1932), obligada per a dos tibles
- En el jardí de l'amor (1924), basada en un poema de Lluís Matas
- Festivitat (1946)
- La filla del marxant (1931), premiada per l'Ajuntament de Banyoles. Glossa de la cançó popular del mateix títol[2]
- La filosa
- Gracieta, obligada de tible
- Jovialitat, obligada de tible
- Matí de primavera (1946), obligada de flabiol
- Ocell de primera volada (1907), obligada de flabiol, escrita per a lluïment del seu fill Rossend
- La primerenca (1906), obligada de per a 2 flabiols, en l'estrena com a intèrpret de son fill Rossend, flabiolaire
- Promesa d'amor (1946), darrera sardana
- Sota d'un salze (1908), obligada de flabiol. Estrenada al Palau de Belles Arts de Barcelona
- Vora l'estany (1910)

- Sardanes revesses: La cosina d'en Trenca-closques (1903), Cu-cut (1907)